# Шакамаксонский договор

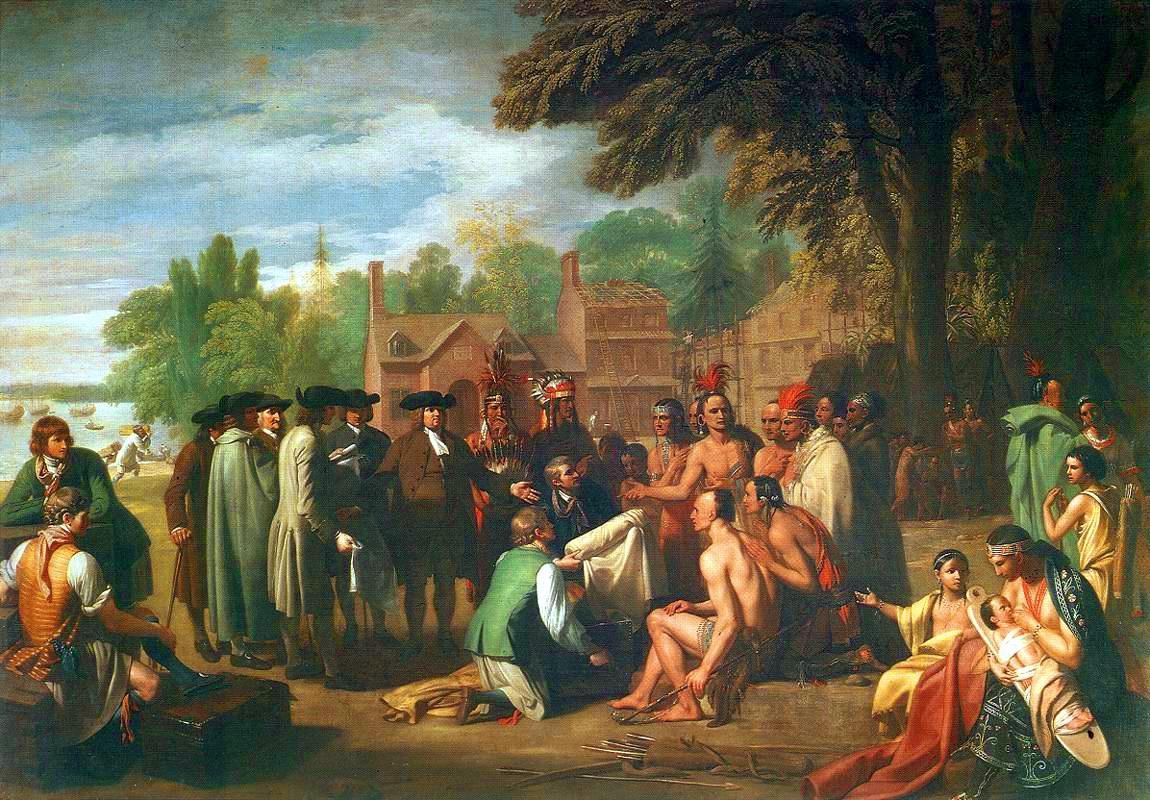
"Договор Пенна с индейцами" работы Бенджамина Уэста, картина 1771 - 1772 г.

Шакамаксонский договор, также известный как Великий договор и договор Пенна - легендарный договор между Уильямом Пенном и Таманендом из племени ленапе, подписанный в 1682 году. Пенн и Таманенд договорились, что их народ будет жить в состоянии вечного мира.

## Описание

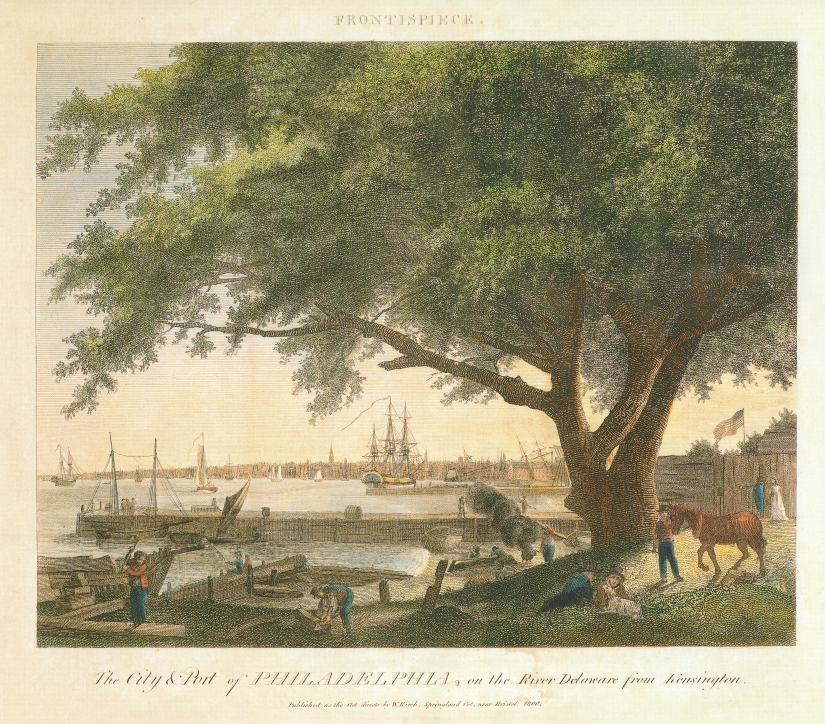
«Вяз Договора» (1800 г.).

Местом заключения договора стало историческое место собраний у реки Делавэр, которое использовали коренные жители (делавары) в Северной Америке. Оно было расположено в пределах нынешних границ города Филадельфия, штат Пенсильвания. От термина делаваров «Sakimauchheen Ing», что означает «занять место вождя или короля» произошло название Шакамаксон, данное англичанами, голландцами и шведами. Именно здесь делавары «короновали» своих многочисленных глав семейств («сакима») и трех вождей клана («китакима»). Другие интерпретируют это название как «место угрей», что означает, что оно является важным местом летней рыбалки для коренных американцев. Это современные районы Фиштаун, Кенсингтон и Порт-Ричмонд в Филадельфии.
Предположительно, в конце 1682 года Уильям Пенн заключил договор с Ленни Ленапе под древним вязом. Фрэнсис Дженнингс утверждает, что Уильям Пенн, скорее всего, подписал договор, но его менее щепетильные сыновья, Уильям-младший, Джон и Томас, уничтожили исходный документ. С помощью этого, по словам Дженнингса, младшие Пенны стремились нарушить договор, заключенный их отцом. Кураторы Музея истории Филадельфии в Этуотер-Кент утверждают, что имеющийся у них пояс вампум служит подтверждением того, что такая встреча действительно имела место. Однако пояс не может доказать или опровергнуть, пришли ли переговорщики к формальному соглашению, и если да, то какие положения такого соглашения влекли за собой.

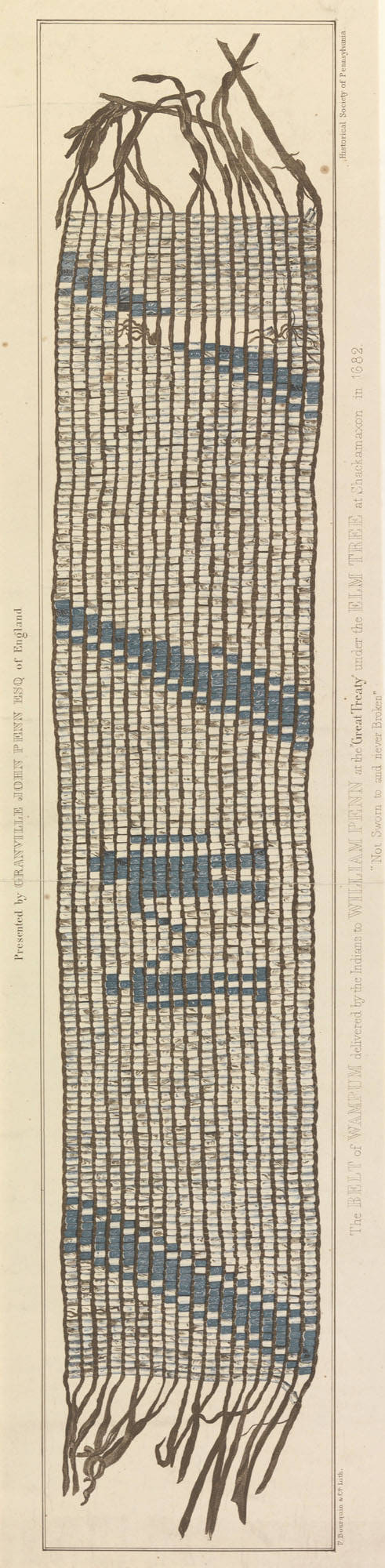
Пояс вампум, подаренный Уильяму Пенну индейцами во время «Великого договора» под вязом Шакамаксон, 1682 г.

Легенда о таком договоре была увековечена в нескольких произведениях искусства (в частности, картинах Бенджамина Уэста) и упоминалась французским писателем Вольтером. Легендарный вяз, обозначающий это место, был повален бурей 5 марта 1810 года. Его местонахождение было увековечено установкой обелиска в 1827 году Пенсильванским обществом. Легендарное событие было дополнительно увековечено основанием парка в 1893 году, известного как Парк Договора Пенсильвании .
Было установлено, что до прибытия Пенна в этом районе проживали шесть шведских семей. Шведы продали земли новым английским поселенцам. В 18 веке территория Шакамаксона была застроена районами Порт-Ричмонд, Фиштаун и Кенсингтон Филадельфии.